# Шин Ґодзілла
«Шин Ґодзілла» (яп. シン・ゴジラ; англ. Shin Godzilla) — японський науково-фантастичний фільм, знятий Анно Хідеакі і Сіндзі Хіґуті. Він є 31-м фільмом у франшизі Ґодзілли, 29-м фільмом про Ґодзіллу виробництва компанії Toho і черговим перезапуском франшизи від Toho. Прем'єра стрічки в Японії відбулась 29 липня 2016 року. Фільм розповідає про гігантського монстра, який руйнує міста Японії.

## Сюжет
Коли берегова охорона Японії проводить розслідування покинутої яхти в Токійській затоці, їхній човен знищується, а тунель Tokyo Bay затоплюється. Побачивши вірусне відео інциденту, заступник головного секретаря кабінету міністрів Рандо Ягучі вважає, що це було спричинено живою істотою. Його теорія підтверджується, коли у новинах показують, що з океану виглядає масивний хвіст. Незабаром після цього істота рухається углиб країни і повзе через район Камата в Токіо в розпал хаотичної евакуації. Істота перетворюється на двоногого червоношкірого ящера, після чого повертається в море. Урядовці зосереджуються на військовій стратегії та цивільній безпеці, тоді як Ягучі керує робочою групою з дослідження цієї істоти. Через високі показники радіаційного випромінювання група висуває теорію, що вона отримує енергію при діленні ядра. США відправляють спеціального посланника Кайоко Енн Паттерсон, яка виявляє, що вчений Горо Макі, чий човен був знайдений пустим уранці, вивчав мутації, спричинені радіоактивним забрудненням, і створив теорію появи цієї істоти, але ніхто йому не вірив, а США не дозволили йому оприлюднити свої висновки. Покинута яхта, виявлена в Токійській затоці, належала Макі, і він залишив у ній свої дослідницькі записи.
Істота, яку після досліджень Макі назвали Ґодзілла, знову з'являється, тепер вона вдвічі більша за початковий розмір. Японські сили оборони мобілізуються, але звичайні постріли не дають ефекту, і вони змушені відступити, після чого Ґодзілла починає сіяти хаос в місті. Відбувається евакуація цивільного та державного персоналу. Американські бомбардувальники B-2 починають стріляти в Ґодзіллу бомбами MOP «bunker-buster». Ґодзілла швидко одужує і випускає атомні промені з рота та спинних пластин, через що вертольоти, включаючи вертоліт, який перевозив найвищих урядових чиновників та всі B-2 вибухають, а все Токіо стає заповненим радіацією. Ґодзілла переходить у сплячий стан і стає нерухомим, щоб набратися енергії. Команда Ягучі виявляє, що пластинки і кров Годзілли працюють як система охолодження, і висуває теорію, що вони можуть використовувати коагулюючий агент для її заморожування. Проаналізувавши зразки тканин, вони виявляють, що Ґодзілла — істота, що постійно розвивається, здатна розмножуватися безстатевим шляхом. Коли Організація Об'єднаних Націй дізнається про це, повідомляє Японії, що проти Ґодзілли буде застосована термоядерна зброя, якщо японці не зможуть зупинити його самостійно за кілька днів. Розпочинається евакуація в кількох префектурах для підготовки до ядерної атаки. Не бажаючи знову бачити детонацію ядерної зброї в Японії, Патерсон використовує свої політичні зв'язки, щоб придбати час для команди Ягучі, якій тимчасовий уряд мало вірить.
Команда Ягучі має прорив, коли розшифровує закодовані дослідження Горо Макі. Вони коригують свій план та закупляють засоби для здійснення свого плану глибокого заморожування за міжнародної підтримки. Лише за кілька годин до запланованої ядерної атаки Японія запроваджує план глибокого заморожування. Ґодзілла стріляє атомними променями по американських безпілотниках. Потім команда детонує вибухівку в сусідніх будівлях і в поїздах, що прямують до ніг Ґодзілли, збиваючи монстра і даючи танкерам, повним коагулянту, можливість ввести його в рот Ґодзілли. Ґодзілла затвердіває. Міжнародне співтовариство погоджується скасувати ядерну атаку, але невідомо, чи погодиться новий японський уряд з тим, що у разі пробудження Ґодзілли буде здійснений негайний термоядерний удар. В кінці фільму показують гуманоїдних істот, які не встигли відокремитися від хвосту Ґодзілли, до того, як останній затвердів.

## Кайдзю
- Ґодзілла

## У ролях
- Хасеґава Хірокі — Яґучі Рандо
- Ісіхара Сатомі — Кайоко Енн Патерсон
- Такеноучі Ютака — Акасака Хідекі

## Виробництво

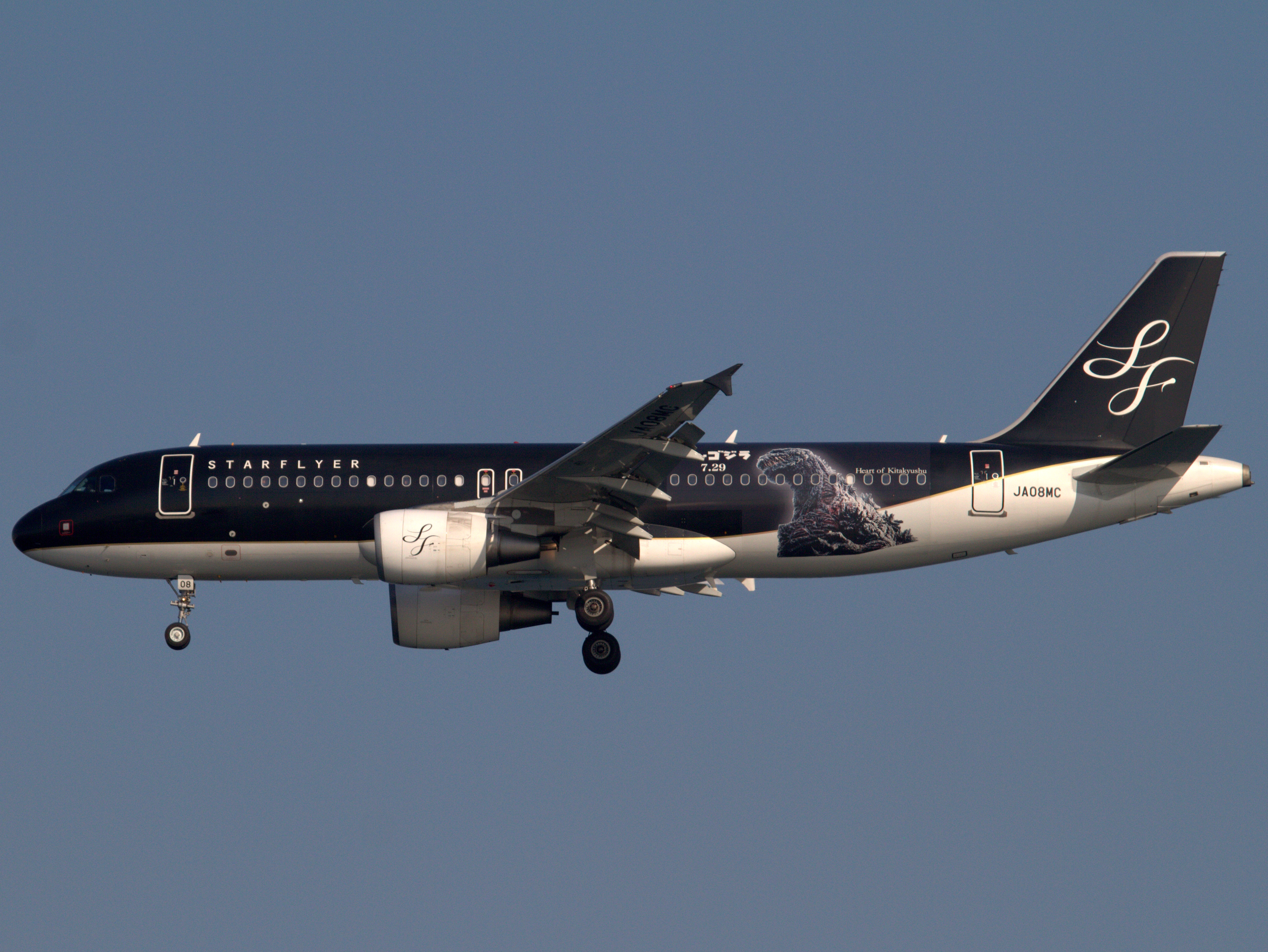
StarFlyer Shin Godzilla JET (JA08MC)

Про початок виробництва фільму було оголошено у грудні 2014 року. Зйомки почались 1 вересня 2015 року в Токіо.